# Bent Sørensen
Bent Sørensen, född 18 juli 1958, är en dansk tonsättare.
Sørensen studerade komposition för Ib Nørholm vid Det Kongelige Danske Musikkonservatorium och för Per Nørgård vid Det Jyske Musikkonservatorium. Han erhöll 1996 Nordiska rådets musikpris och invaldes 2004 som utländsk ledamot av Kungliga Musikaliska Akademien.
Vid Esbjerg Ensemblets tonsättarworkshop 1982 väckte den självlärde 24-årige tonsättaren Sørensen stor uppmärksamhet. Rötterna var vid den tiden folkmusikaliska, men undervisning i komposition av både Ib Nørholm och Per Nørgård under perioden 1983–1991 förde honom i nya musikaliska riktningar.
År 1984 blev verket Alman genombrottet för Sørensen. Ännu viktigare var det, att stråkkvartetten Arditti visade, att hans musik kunde framföras, vilket man då trodde var omöjligt. Kammarmusikensemblen var Sørensens förtrogna. I den senare produktionen öppnas för ett nästan romantiskt universum och större musikaliska former, som i Birds and Bells.
Bent Sørensens stilistiska öppenhet och noggrannhet med detaljer gjorde, att han under 1980-talet fann sitt eget unika uttryck. Den tidvis dödsstilla musiken dominerades av kvartstoner, glissandon, tremolon och staccaton ofta i särpräglade besättningar och i extrema register, för även instrumenten tvingades underordna sig det musikaliska uttrycket.
Erkänslan kom 1996 då Sørensen som den tredje dansken mottog Nordiska rådets musikpris för sitt verk Sterbende Gärten (Döende trädgårdar). Ett genomgående tema hos Sørensen är just världens och naturens förgänglighet och degenerering. Temat går igen i titlar som Funeral Procession och The Deserted Churchyards. Det sistnämnda är inspirerat av de västjyska kyrkogårdar som havet snart uppslukar.
Med Sørensens musik känner man ofta, att den iakttas på avstånd. Själv liknar han sin musik med målaren George Seurats klickbilder, som bara då de ses på avstånd får ett sammanhang.